# جيسيكا دوبوك
جيسيكا دوبوك Jessika Dubuc (من مواليد 26 يونيو 1983) كانت سباحة فنية كندية.
حصلت على المركز الرابع في بطولة العالم 2003 في برشلونة بإسبانيا. واشتركت في الأولمبياد مرتين،  واحتلت المركز الرابع في الألعاب الأولمبية الصيفية 2004 والخامس في الألعاب الأولمبية الصيفية 2008.  وفازت بميداليتين فضيتين في دورة ألعاب عموم أمريكا، واحدة في عام 2003 وواحدة في عام 2007.  وتقاعدت من السباحة الفنية في أكتوبر 2008. 